# 法國的剛果人
法國的剛果人，是指來自剛果共和國和扎伊爾的工作和生活的移民，人口150.000。

## 歷史
第一批剛果人在70年代來到法國，是第二波移民法國的非洲移民。
他們多數以工作移民和家庭團聚的名義來到法國生活，但也有一些人是留學生。